# جوهر مناری
جوهر مناری (عربی: جوهر مناري؛ زادهٔ ۸ نوامبر ۱۹۷۶) بازیکن فوتبال اهل تونس است. او در تیم ملی فوتبال تونس نیز بازی کرده‌است.